# Eleições primárias presidenciais do Partido Democrata em 2008
As primárias do Partido Democrata de 2008 foi o processo pelo qual os membros do Partido Democrata dos Estados Unidos escolheram o seu candidato para a eleição presidencial de 2008.
Os candidatos ao cargo de presidente e de vice-presidente foram escolhidos por uma série de primárias e de caucus nos diversos estados e territórios dos Estados Unidos, conduzindo a uma convenção nacional democrata que teve lugar de 25 a 28 de agosto de 2008 em Denver (Colorado). Nesta convenção foi nomeado o candidato oficial do Partido Democrata às eleições presidenciais de Novembro.

## Candidatos e resultados

Margem de voto dos delegados por estado

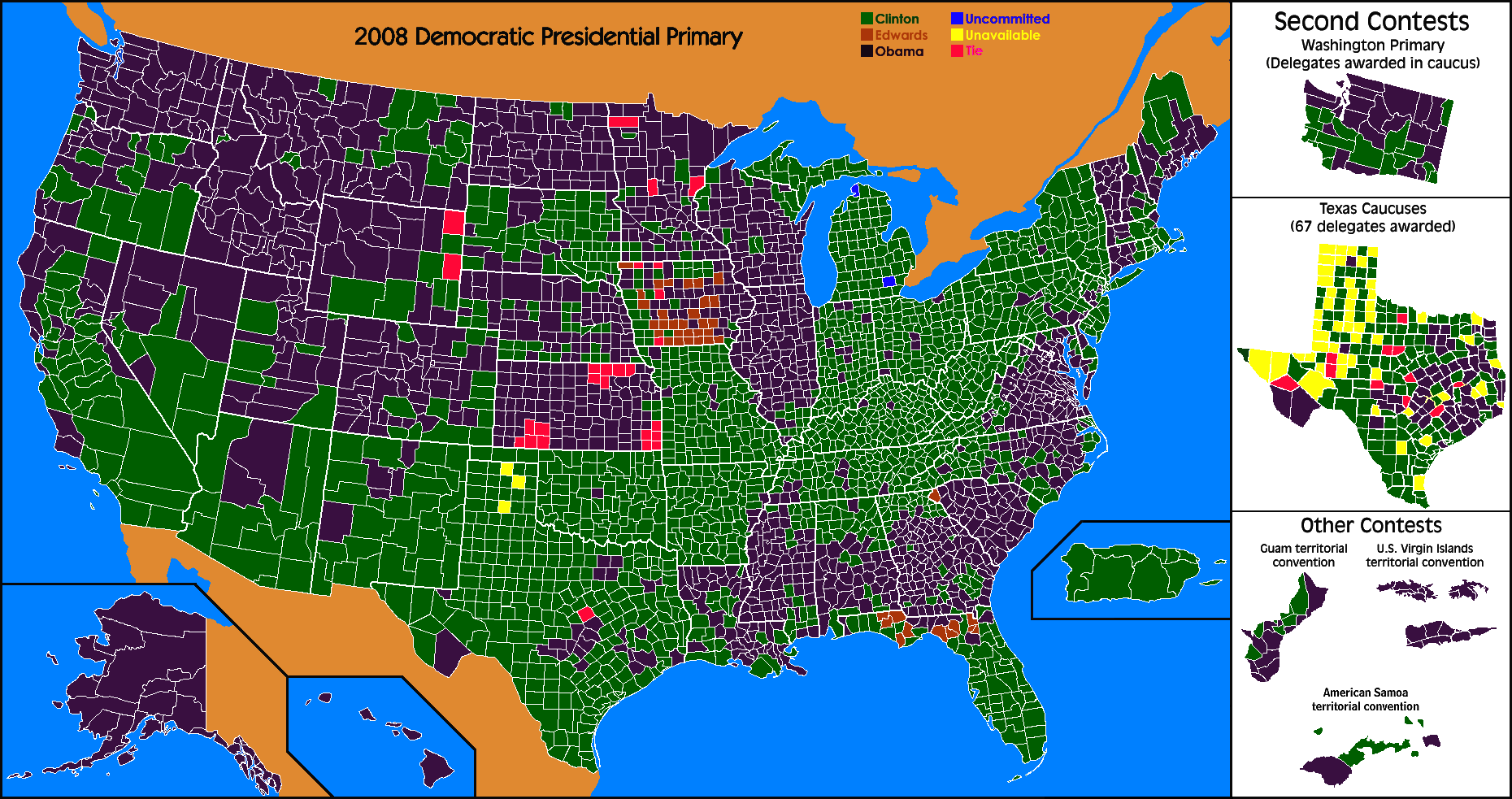
Resultados do voto popular por condado, com o primeiro lugar representado pelas cores roxa (Obama), verde (Clinton), e laranja (Edwards).

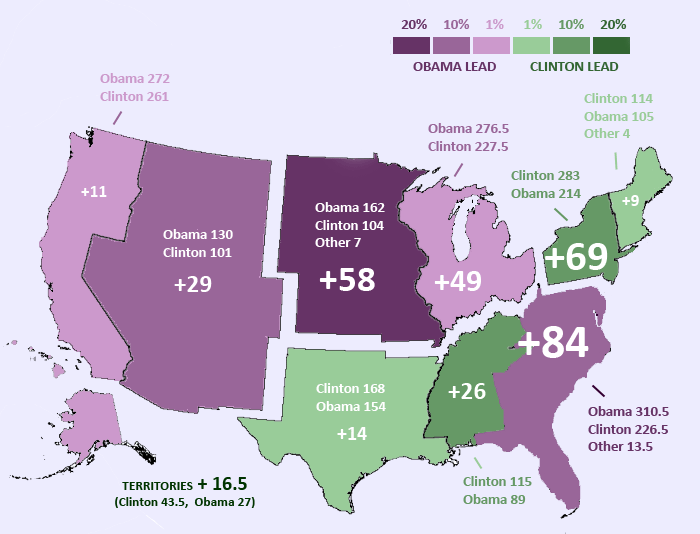
Margem de voto dos pledged delegates, delegados comprometidos com determinado candidato

Os membros do partido que declararam-se interessados em disputar as eleições primárias do Partido Democrata estão representados na tabela abaixo, juntamente com os resultados.
| Candidato       | Cargo exercido         | Estado de atuação política | Delegados designados Voto estimado | Superdelegados Voto estimado | Total Voto estimado | Status de campanha |
| --------------- | ---------------------- | -------------------------- | ---------------------------------- | ---------------------------- | ------------------- | --- |
| Barack Obama    | Senador                | Illinois                   | 1,828½ 51%                         | 478 66%                      | 2,285½ 53%          | Vencedor |
| Hillary Clinton | Senadora Primeira-Dama | Nova Iorque                | 1,726½ 49%                         | 246½ 34%                     | 1,973 43%           | Suspendida em 7 de junho de 2008 e apoiou Obama na mesma data.                                                                      |
| John Edwards    | Ex-Senador             | Carolina do Norte          | 14½ <1%                            | 0                            | 25½ <1%             | Suspendido em 30 de janeiro de 2008; Apoiou Obama em 14 de maio de 2008                                                             |
| Joe Biden       | Senador                | Delaware                   | 0                                  | 0                            | 0                   | Se retirou em 3 de janeiro de 2008; Apoiou Obama em 22 de junho de 2008; Nomeado vice em 23 de agosto de 2008.                      |
| Chris Dodd      | Senador                | Connecticut                | 0                                  | 0                            | 0                   | Se retirou em 3 de janeiro de 2008; Apoiou Obama em 26 de fevereiro de 2008.                                                        |
| Mike Gravel     | Ex-Senador             | Alasca                     | 0                                  | 0                            | 0                   | Apoiou o candidato do Partido Verde Jesse Johnson em 13 de março de 2008; e entrou para o Partido Libertário em 26 de março de 2008 |
| Dennis Kucinich | Representante          | Ohio                       | 0                                  | 0                            | 0                   | Se retirou em 23 de janeiro de 2008; apoiou Obama em 26 de agosto de 2008.                                                          |
| Bill Richardson | Governador             | Novo México                | 0                                  | 0                            | 0                   | Se retirou em 10 de janeiro de 2008; Apoiou Obama em 21 de março de 2008.                                                           |

## Calendário

### Generalidades
Os candidatos democratas fizeram campanha através de uma série de eleições primárias e caucus, em quatro fases sucessivas.
As tabelas resumem, para cada estado ou território, a data de nomeação e o número de delegados e sua repartição. Cada eleição conduz à nomeação de um certo número de delegados (mais ou menos proporcional à população desse estado), certas nomeações por eleições de distrito (district delegates), outras itinerantes (at-large delegates), outras ainda entre os chefes de partido e os oficiais eleitos (party leaders and state officials ou PLEO). Certos delegados votaram consoante as preferências dos eleitores que os escolheram (pledged delegates); os candidatos puderam retirar os delegados que julgaram desleais, embora os delegados votem geralmente nos candidatos que representem. Os outros delegados não sofrem esta restrição de votação (unpledged delegates).

### Primeira fase: apoios
Além dos delegados que foram escolhidos ou eleitos nas primárias, há outros delegados automaticamente escolhidos pelo seu estatuto no Partido Democrata, chamados de « superdelegados ». São eles os membros democratas da Câmara dos Representantes (235 pessoas), do Senado (49), os representantes do District of Columbia no Congresso (2) e os governadores democratas (28); no total são 314 pessoas,  automaticamente delegadas.
Por outro lado, cada membro do comite nacional democrata é automaticamente delegado, bem como um pequeno número de dirigentes do partido e algumas outras personalidades como os antigos presidentes, antigos vice-presidentes, antigos speakers da Câmara dos Representantes, etc. Este 852 « superdelegados » representam quase 20% dos 4049 delegados presentes na convenção nacional e que designam o candidato investido pelo partido. Estas pessoas não são oficialmente comprometidas a votar num candidato em particular e daí a sua designação de unpledged delegates (« delegados não-comprometidos »). São oficialmente não comprometidos e insubstituíveis  (salvo se apoiarem um candidato de outro partido), e podem publicamente apoiar antes da convenção um dos candidatos democratas. Por exemplo, já em 5 de Janeiro de 2008, 154 tinham tomado posição por Hillary Clinton, 50 por Barack Obama, 33 por John Edwards, 19 por Bill Richardson e 1 por Dennis Kucinich.

### Segunda fase: Janeiro
| Eleição               | Eleição         | Eleição        | Delegados | Delegados   | Delegados | Delegados     | Delegados         | Delegados |
| Data                  | Estado          | Tipo           | Distritos | Itinerantes | PLEO      | Comprometidos | Não-comprometidos | Total     |
| --------------------- | --------------- | -------------- | --------- | ----------- | --------- | ------------- | ----------------- | --------- |
| 3 de Janeiro de 2008  | Iowa            | Caucus do Iowa | 29        | 10          | 6         | 45            | 12                | 57        |
| 8 de Janeiro de 2008  | Nova Hampshire  | Primária       | 14        | 5           | 3         | 22            | 8                 | 30        |
| 15 de Janeiro de 2008 | Michigan        | Primária       | 83        | 28          | 17        | 128           | 29                | 157       |
| 19 de Janeiro de 2008 | Nevada          | Caucus         | 16        | 6           | 3         | 25            | 8                 | 33        |
| 26 de Janeiro de 2008 | Carolina do Sul | Primária       | 29        | 10          | 6         | 45            | 9                 | 54        |
| 29 de Janeiro de 2008 | Flórida         | Primária       | 121       | 40          | 24        | 185           | 25                | 210       |
| -                     | Total           | -              | -         | -           | -         | 450           | -                 | 541       |

#### Polêmica em 5 de Fevereiro
De acordo com o regulamento do comite nacional democrata, nenhum estado pode organizar as suas primárias ou caucus antes de 5 de Fevereiro, à exceção do Iowa, do Nevada, da Nova Hampshire e da Carolina do Sul.
O congresso da Flórida avançou a data das suas primárias para 29 de janeiro de 2008, o que provocou a reação em cadeia em outros estados que adiantaram também as suas primárias ou caucus para datas ainda mais cedo. Em consequência, o comite nacional democrata decretou que os delegados da Flórida não seriam aceitos, ou, caso fossem permitidos, que o seu voto não seria tido em conta na convenção nacional. Também declarou que interditaria qualquer candidato de receber delegados se fizesse campanha durante a campanha da Flórida. Em 25 de agosto de 2007, o comite reuniu-se e estabeleceu que a Flórida disporia de 30 dias para decidir a data da sua primária em pelo menos sete dias depois de 29 de janeiro, sob pena de perder todos os seus delegados. Os oficiais da Flórida decretaram que poderiam contestar esta decisão no plano legal.
O Michigan avançou também a sua primária em 15 de janeiro de 2008, violando os regulamentos do partido. Em 1º de dezembro de 2007, o comite votou pela interdição desta data e declarou que os delegados do estado não seriam tomados em conta se a data se mantivesse.

### Terceira fase:Super Tuesday
Desde o início de 2007, muitos dos estados e territórios colocaram a data das suas primárias ou caucus em 5 de fevereiro de 2008. A primeira primária quase-nacional foi nesse dia. O fenômeno ocorre tradicionalmente e chama-se Super Tuesday (« super-terça-feira») ; em função da amplitude tomada em 2008, foi chamada Super Duper Tuesday ou Tsunami Tuesday. No total, 2088 delegados foram eleitos nesse dia, dos quais 1688 atribuídos a um dos candidatos.
| Eleição                        | Eleição  | Eleição   | Delegados   | Delegados | Delegados     | Delegados         | Delegados | Delegados |
| estado                         | Tipo     | Distritos | Itinerantes | PLEO      | Comprometidos | Não-comprometidos | Total     |           |
| ------------------------------ | -------- | --------- | ----------- | --------- | ------------- | ----------------- | --------- | --------- |
| Alabama                        | Primária | 34        | 11          | 17        | 52            | 8                 | 60        |           |
| Alasca                         | Caucus   | 8         | 3           | 2         | 13            | 5                 | 18        |           |
| Arizona                        | Primária | 37        | 12          | 7         | 56            | 11                | 67        |           |
| Arkansas                       | Primária | 22        | 8           | 5         | 35            | 12                | 47        |           |
| Califórnia                     | Primária | 241       | 81          | 48        | 370           | 71                | 441       |           |
| Colorado                       | Caucus   | 36        | 12          | 5         | 55            | 16                | 71        |           |
| Connecticut                    | Primária | 33        | 11          | 6         | 48            | 13                | 61        |           |
| Dakota do Norte                | Caucus   | 8         | 3           | 2         | 13            | 8                 | 21        |           |
| Delaware                       | Primária | 10        | 3           | 2         | 15            | 8                 | 23        |           |
| Democratas no estrangeiro      | Primária |           | 6           | 1         | 7             | 4                 | 11        |           |
| Geórgia                        | Primária | 57        | 19          | 11        | 87            | 17                | 104       |           |
| Idaho                          | Caucus   | 12        | 4           | 2         | 18            | 5                 | 23        |           |
| Illinois                       | Primária | 100       | 33          | 20        | 153           | 32                | 185       |           |
| Kansas                         | Caucus   | 21        | 7           | 4         | 32            | 8                 | 40        |           |
| Massachusetts                  | Primária | 61        | 20          | 12        | 93            | 28                | 121       |           |
| Minnesota                      | Caucus   | 47        | 16          | 9         | 72            | 16                | 88        |           |
| Missouri                       | Primária | 47        | 16          | 9         | 72            | 16                | 88        |           |
| Nova Jérsei                    | Primária | 70        | 23          | 14        | 107           | 20                | 127       |           |
| Nova Iorque[carece de fontes?] | Primária | 151       | 51          | 30        | 232           | 48                | 280       |           |
| Novo México                    | Caucus   | 17        | 6           | 6         | 26            | 12                | 38        |           |
| Oklahoma                       | Primária | 25        | 8           | 5         | 38            | 9                 | 47        |           |
| Samoa Americana                | Primária |           | 3           |           | 3             | 10                | 13        |           |
| Tennessee                      | Primária | 44        | 15          | 9         | 68            | 17                | 85        |           |
| Utah                           | Primária | 15        | 5           | 3         | 23            | 6                 | 29        |           |
| Total                          | -        | -         | -           | -         | 1688          | -                 | 2088      |           |

### Quarta fase

#### Fevereiro
| Eleição                 | Eleição              | Eleição  | Delegados | Delegados   | Delegados | Delegados     | Delegados         | Delegados |
| Data                    | Estado               | Tipo     | Distritos | Itinerantes | PLEO      | Comprometidos | Não-comprometidos | Total     |
| ----------------------- | -------------------- | -------- | --------- | ----------- | --------- | ------------- | ----------------- | --------- |
| 9 de Fevereiro de 2008  | Luisiana             | Primária | 37        | 12          | 7         | 56            | 12                | 68        |
| 9 de Fevereiro de 2008  | Nebraska             | Caucus   | 16        | 5           | 3         | 24            | 7                 | 31        |
| 9 de Fevereiro de 2008  | Washington           | Caucus   | 51        | 17          | 10        | 78            | 19                | 97        |
| 9 de Fevereiro de 2008  | Ilhas Virgens        | Primária |           | 3           |           | 3             | 6                 | 9         |
| 10 de Fevereiro de 2008 | Maine                | Caucus   | 16        | 5           | 3         | 24            | 10                | 34        |
| 12 de Fevereiro de 2008 | District of Columbia | Primária | 10        | 3           | 2         | 15            | 22                | 37        |
| 12 de Fevereiro de 2008 | Maryland             | Primária | 46        | 15          | 9         | 70            | 29                | 99        |
| 12 de Fevereiro de 2008 | Virgínia             | Primária | 54        | 18          | 11        | 83            | 20                | 103       |
| 19 de Fevereiro de 2008 | Wisconsin            | Primária | 48        | 16          | 10        | 74            | 18                | 92        |
| 19 de Fevereiro de 2008 | Hawaii               | Caucus   | 13        | 4           | 3         | 20            | 9                 | 29        |
| -                       | Total                | -        | -         | -           | -         | 447           | -                 | 599       |

#### Março
| Eleição             | Eleição      | Eleição         | Delegados | Delegados   | Delegados | Delegados     | Delegados         | Delegados |
| Data                | Estado       | Tipo            | Distritos | Itinerantes | PLEO      | Comprometidos | Não-comprometidos | Total     |
| ------------------- | ------------ | --------------- | --------- | ----------- | --------- | ------------- | ----------------- | --------- |
| 4 de Março de 2008  | Ohio         | Primária        | 92        | 31          | 18        | 141           | 20                | 161       |
| 4 de Março de 2008  | Rhode Island | Primária        | 13        | 5           | 3         | 21            | 11                | 32        |
| 4 de Março de 2008  | Vermont      | Primária        | 10        | 3           | 2         | 15            | 8                 | 23        |
| 4 de Março de 2008  | Texas        | Primária/caucus | 126       | 42          | 25        | 193           | 35                | 228       |
| 8 de Março de 2008  | Wyoming      | Caucus          | 7         | 3           | 2         | 12            | 6                 | 18        |
| 11 de Março de 2008 | Mississippi  | Primária        | 22        | 7           | 4         | 33            | 3                 | 36        |
| -                   | Total        | -               | -         | -           | -         | 415           | -                 | 498       |

#### Depois de Março
| Eleição             | Eleição            | Eleição  | Delegados | Delegados   | Delegados | Delegados     | Delegados         | Delegados |
| Data                | Estado             | Tipo     | Distritos | Itinerantes | PLEO      | Comprometidos | Não-comprometidos | Total     |
| ------------------- | ------------------ | -------- | --------- | ----------- | --------- | ------------- | ----------------- | --------- |
| 22 de Abril de 2008 | Pensilvânia        | Primária | 96        | 33          | 20        | 151           | 30                | 181       |
| 3 de Maio de 2008   | Guam               | Primária |           | 3           |           | 3             | 5                 | 8         |
| 6 de Maio de 2008   | Carolina do Norte  | Primária | 59        | 20          | 12        | 91            | 19                | 110       |
| 6 de Maio de 2008   | Indiana            | Primária | 43        | 14          | 9         | 66            | 13                | 79        |
| 13 de Maio de 2008  | Virgínia Ocidental | Primária | 17        | 6           | 3         | 26            | 11                | 37        |
| 20 de Maio de 2008  | Kentucky           | Primária | 31        | 10          | 6         | 47            | 8                 | 55        |
| 20 de Maio de 2008  | Oregon             | Primária | 31        | 11          | 6         | 48            | 14                | 62        |
| 1 de Junho de 2008  | Porto Rico         | Primária | 36        | 12          | 7         | 55            | 8                 | 63        |
| 3 de Junho de 2008  | Dakota do Sul      | Primária | 9         | 3           | 2         | 14            | 8                 | 22        |
| 3 de Junho de 2008  | Montana            | Primária | 10        | 3           | 2         | 15            | 8                 | 23        |
| -                   | Total              | -        | -         | -           | -         | 512           | -                 | 635       |